# Stazione di A Coruña
La stazione di A Coruña (in galiziano Estación da A Coruña), nota anche come stazione di La Coruña-San Cristóbal (in galiziano Estación da A Coruña–San Cristovo), è la principale stazione ferroviaria della città spagnola di La Coruña.
La stazione è in stile neoromanico. Il suo design unico, opera dell'ingegnere Antonio Gascué Echeverría, è unico nell'architettura ferroviaria spagnola e, al di fuori di essa, è simile solo alla stazione centrale di Helsinki, costruita da Eliel Saarinen.
È uno dei capolinea della ferrovia León-La Coruña e della ferrovia Zamora-La Coruña, di 453 km, che percorre il nord della Spagna sino alla stazione di Zamora.

## Storia
Una prima stazione provvisoria fu aperta nel 1874 con l'attivazione della linea proveniente da León da parte della Compañía de los Caminos de Hierro del Norte de España. Nel settembre 1883 il re Alfonso XII inaugurò la nuova stazione.
Nel 1935 venne completata la nuova stazione progettata da Antonio Gascué Echeverría. Per distinguere le due stazioni, si decise di chiamare La Coruña-Término quella più antica e La Coruña-San Cristóbal la nuova, situata a soli 400 metri dalla prima. Una volta terminato il fabbricato viaggiatori dovettero passare alcuni anni affinché venisse attivato anche il servizio ferroviario. Il 14 aprile 1943 fu completata la tratta Santiago de Compostela-La Coruña. Tuttavia, solo nel 1957 fu completata la linea Zamora-La Coruña. Con essa, la stazione passò da essere una stazione ferroviaria regionale a ricevere i treni a lunga percorrenza provenienti da Madrid. Si ritenne quindi necessario concentrare tutto il traffico ferroviario passeggeri nella stessa area. Grazie alla sua maggiore modernità, alle migliori attrezzature e alle dimensioni più grandi, San Cristóbal non ebbe problemi a vincere la battaglia contro la vecchia e obsoleta stazione di Norte. Nel 1958 fu costruita una diramazione per permettere alla linea nord di collegarsi direttamente con il nuovo tracciato, soppiantando quasi definitivamente la vecchia stazione, che ricevette il colpo di grazia nel 1964, quando fu devastata da un incendio.